# Diệp Vấn 4: Hồi cuối
Diệp Vấn 4: Hồi cuối (tiếng Trung: 葉問4：完結篇, tựa tiếng Anh: Ip Man 4: The Finale) là một bộ phim võ thuật Hồng Kông năm 2019 do Diệp Vĩ Tín làm đạo diễn kiêm sản xuất với Hoàng Bách Minh và Chân Tử Đan. Đây là phần thứ tư và cũng là phần cuối cùng trong loạt phim Diệp Vấn dựa trên cuộc đời của vị đại tông sư Vịnh Xuân quyền Diệp Vấn và có sự góp mặt của Chân Tử Đan trong vai chính, cùng các diễn viên khác gồm Ngô Việt, Ngô Kiến Hào, Vanda Margraf, Scott Adkins và Trần Quốc Khôn.
Phim được phát hành vào ngày 20 tháng 12 năm 2019.

## Nội dung
Năm 1964, sau khi vợ là Trương Vĩnh Thành qua đời vài năm, Diệp Vấn phát hiện ra mình bị ung thư vòm họng do hút thuốc. Sau khi người con trai Diệp Chính phản kháng chống lại một học sinh côn đồ và bị đuổi học, Diệp Vấn quyết định đến San Francisco để tìm cho con một trường học tốt hơn. Tại đây, đệ tử cũ của ông là Lý Tiểu Long đã làm đảo lộn giới võ thuật người Hoa bằng cách mở một võ đường Vịnh Xuân quyền, dạy võ cho người Mỹ và viết một cuốn sách tiếng Anh về võ thuật.
Diệp Vấn biết được rằng nếu muốn cho con mình nhập học tại đây thì phải có thư bảo lãnh từ Tổng hội người Hoa. Vạn Tông Hoa, Hội trưởng Tổng hội người Hoa, từ chối viết thư bảo lãnh vì Diệp Vấn không đồng ý việc ép buộc Lý Tiểu Long phải theo quy tắc của giới võ thuật người Hoa bảo thủ. Trong khi rời khỏi trường học sau cuộc gặp mặt hiệu trưởng, Diệp Vấn tình cờ gặp Vạn Nhược Nam, một nữ sinh người Hoa, và giải cứu cô khỏi nhóm bạn côn đồ do Becky Walters, một thành viên đội cổ vũ, cầm đầu. Khi đưa Nhược Nam về, Diệp Vấn mới biết cô chính là con gái của Vạn Tông Hoa. Tông Hoa chỉ trích Diệp Vấn đã sử dụng con gái mình để lấy lòng mình và tìm cách xin thư bảo lãnh. Ông thách đấu Diệp Vấn và cuộc giao đấu giữa hai cao thủ Vịnh Xuân quyền và Thái cực quyền diễn ra bất phân thắng bại, chỉ dừng lại khi có một trận động đất xảy ra. Diệp Vấn nói rõ là ông chỉ muốn hộ tống Nhược Nam về nhà an toàn, sau đó ông ra về.
Trong lúc bắt nạt Nhược Nam, Becky vô tình tự cắt vào mặt mình bằng một cây kéo nhưng lại đổ tội cho Nhược Nam cố tình hại mình. Andrew Walters, bố của Becky đồng thời là quan chức của Sở Di trú và Nhập tịch, đã gây áp lực cho Tổng hội người Hoa, bắt buộc họ chịu trách nhiệm và sẵn sàng trục xuất bất cứ người Hoa nào liên quan đến vụ việc trên.
Hartman Wu, một Trung sĩ người Mỹ gốc Hoa trong lực lượng Thủy quân lục chiến Hoa Kỳ, cố gắng thuyết phục Trung sĩ Barton Geddes đưa võ thuật Trung Hoa vào huấn luyện cận chiến tay không. Tuy nhiên, Geddes cho rằng Karate hiện tại của Thủy quân lục chiến là mạnh nhất và yêu cầu Hartman giao đấu với người huấn luyện viên Colin Frater. Hartman bị đánh bại một cách dễ dàng. Tuy vậy, anh vẫn không nản chí mà tìm cách thuyết phục sĩ quan chỉ huy về điều tương tự và được yêu cầu quay phim lại những màn biểu diễn võ thuật của cộng đồng người Hoa tại lễ hội Trung thu để chứng minh cho lập luận chống lại Geddes.
Geddes đề nghị Frater thách đấu các võ sư người Hoa tại lễ hội để làm mất mặt họ. Frater kiêu ngạo đánh bại vài người trong số những võ sư người Hoa cho đến khi Diệp Vấn can thiệp và đánh bại hắn. Trong khi đó, Tông Hoa bị các sĩ quan Sở Di trú bắt đi nên không thể có mặt tại lễ hội. Khi thấy Frater bị đánh đến nỗi nhập viện, Geddes tức giận xông vào Tổng hội người Hoa để tìm Tông Hoa và đánh gục nhiều võ sư ở đây. Sau đó Geddes đe dọa Walters để được phép chuyển Tông Hoa đến căn cứ Thủy quân lục chiến trước khi buộc Tông Hoa giao đấu với hắn. Nghe lời khuyên của Billy, một đệ tử của Tiểu Long, những người trong Tổng hội đã trốn thoát kịp thời trước khi các sĩ quan Sở Di trú ập vào để bắt giữ họ. Tiểu Long cũng cung cấp nơi ẩn náu cho các võ sư của Tổng hội, nhờ vậy anh có được sự tôn trọng của họ.
Mặc dù võ công cao cường nhưng Tông Hoa vẫn bị Geddes đánh trọng thương. Diệp Vấn gọi điện về Hồng Kông, tiết lộ với người bạn Ba Mập rằng ông bị ung thư, Diệp Chính dù giận cha mình nhưng khi biết tin ông bị ung thư thì rất xúc động và đồng ý nghe cuộc điện thoại của ông. Vì muốn lấy lại danh dự cho võ thuật Trung Hoa nên Diệp Vấn được đưa vào căn cứ Thủy quân lục chiến để giao đấu với Geddes và đánh bại hắn sau một trận đấu dữ dội.
Tông Hoa chuẩn bị viết thư bảo lãnh cho Diệp Vấn nhưng Diệp sư phụ nói rằng ông không cần nữa vì ông không còn muốn định cư ở Mỹ, nhận ra đất nước này không giống như ông tưởng tượng. Diệp Vấn quay về Hồng Kông đoàn tụ với Diệp Chính. Ông bảo con trai mình quay phim lại cảnh ông luyện võ với mộc nhân thung.
Năm 1972, Diệp Vấn qua đời sau thời gian chống chọi với bệnh ung thư, hưởng thọ 79 tuổi. Tiểu Long cũng có mặt trong đám tang của sư phụ. Dòng chữ cuối phim cho biết lực lượng Thủy quân lục chiến Hoa Kỳ đã chấp nhận đưa võ thuật Trung Hoa vào huấn luyện cận chiến từ năm 2001.

## Diễn viên
- Chân Tử Đan vai Diệp Vấn
- Ngô Việt vai Vạn Tông Hoa
- Lý Uyển Đát vai Vạn Nhược Nam
- Ngô Kiến Hào vai Hartman Wu[6]
- Scott Adkins vai Barton Geddes[7][8]
- Trịnh Tắc Sĩ vai Ba Mập
- Trần Quốc Khôn vai Lý Tiểu Long[9]
- Diệp Hòa vai Diệp Chính
- Chris Collins vai Colin Frater
- Simon Shiyamba vai Billy
- Grace Englert vai Becky Walters
- Nico Amedeo vai Andrew Walters
- Nicola Stuart-Hill vai Gabrielle Walters
- Linda Jean Barry vai Hiệu trưởng